# صموئيل ستيفانيك
صموئيل ستيفانيك (بالسلوفاكية: Samuel Štefánik)‏ هو لاعب كرة قدم سلوفاكي في مركز الوسط، ولد في 16 نوفمبر 1991 في بانوفتس ناد بيبرافو في سلوفاكيا. شارك مع منتخب سلوفاكيا تحت 19 سنة لكرة القدم ومنتخب سلوفاكيا تحت 21 سنة لكرة القدم ومنتخب سلوفاكيا لكرة القدم. أما مع النوادي، فقد لعب مع إن إي سي نيميخن وبييلسكو بياوا ونادي ترنتشين ونادي سلوفان براتيسلافا ونيتشيتشا.

## وصلات خارجية
- صموئيل ستيفانيك على موقع الاتحاد الأوربي (الإنجليزية)
- صموئيل ستيفانيك على موقع قاعدة بيانات كرة القدم.إي يو (الإنجليزية)
- صموئيل ستيفانيك على موقع ناشيونال فوتبول تيمز (الإنجليزية)
- صموئيل ستيفانيك على موقع Soccerway.com (الإنجليزية)
- صموئيل ستيفانيك على موقع AS.com (الإسبانية)